# シクリトール
シクリトール(Cyclitol)は、3つかそれ以上の環の原子のそれぞれにヒドロキシル基が付加したシクロアルカンである。環状ポリオールである。シクリトールは適合溶質の1つで、塩または水のストレスに対する応答として植物で生産される。キナ酸やシキミ酸等のいくつかのシクリトールは、加水分解性タンニンである。

## 天然に存在するシクリトール
- ボルネシトール
- コンズリトール
- イノシトール
- オノニトール
- ピニトール
- ピンポリトール
- クェブラキトール
- キナ酸
- シキミ酸
- バリエノール
- ビスクミトール

### 配糖体
- シケリトール

### リン酸化物
- フィチン酸